# Nowy cmentarz żydowski w Mławie
Nowy cmentarz żydowski w Mławie – kirkut pochodzi z XIX wieku. Mieści się przy ulicy Warszawskiej. W czasie II wojny światowej uległ dewastacji. Na początku lat dziewięćdziesiątych teren kirkutu był nieogrodzony, co zmieniło się w kolejnej dekadzie. Zachowały się tylko fragmenty rozbitych macew. 

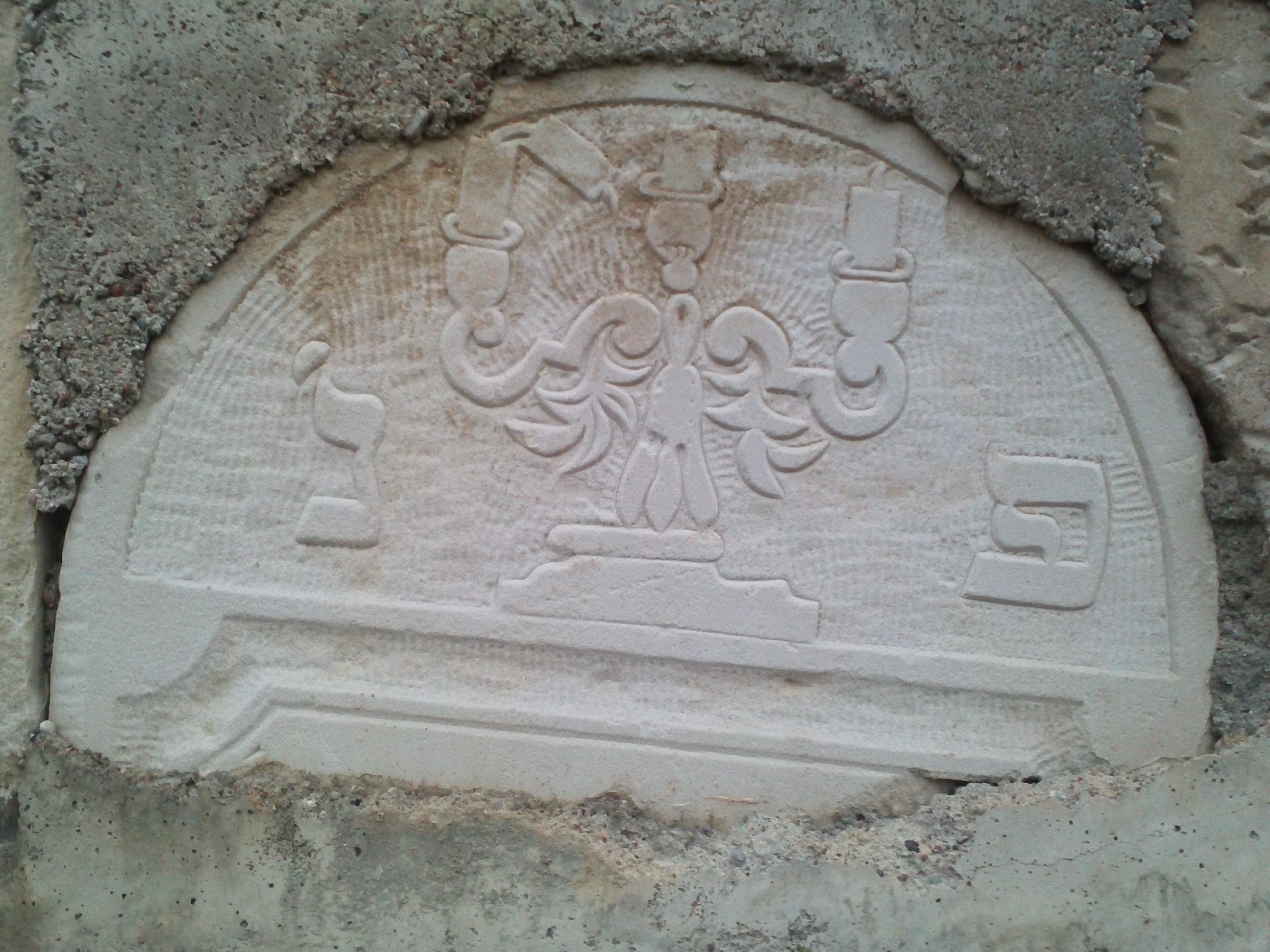
Fragment macewy